# Wiener Nordrand Schnellstraße
De S2 of  Wiener Nordrand Schnellstraße is een Schnellstraße in Oostenrijk. De weg is 7,4 km lang. De S2 is de verlenging van de A23 naar het noorden tot de S1 bij Süßenbrunn.
Autobahnen: A1 · A2 · A3 · A4 · A5 · A6 · A7 · A8 · A9 · A10 · A11 · A12 · A13 · A14 · A21 · A22 · A23 · A24 · A25 · A26
Schnellstraßen: S1 · S2 · S3 · S4 · S5 · S6 · S7 · S8 · S10 · S16 · S18 · S31 · S33 · S34 · S35 · S36 · S37